# Chronologie des Macintosh
Il s'agit d'une liste des principaux types d'ordinateurs Mac produits par Apple par ordre de date d'introduction. Les modèles Macintosh Performa sont souvent identiques sur le plan esthétique par rapport à d'autres modèles ; dans ce cas, ils sont exclus de la liste. Ne sont pas non plus répertoriés les numéros de modèle qui identifient les lots de logiciels. Par exemple, les Performa 6115CD et 6116CD ne diffèrent que par le logiciel et sont identiques au Power Macintosh 6100, c'est pourquoi seul celui-ci est listé ci-dessous. 

## 1984
Le Macintosh 128K est le premier ordinateur personnel de la famille des Macintosh lancé par Apple le 24 janvier 1984,. 
Le Macintosh 512K est le deuxième modèle de Macintosh sorti le 10 septembre 1984. Il est similaire au précédent, mais contient une mémoire quadruplée. Cette énorme quantité de mémoire, pour l'époque, lui a valu le surnom de « Fat Mac ».

## 1985
Le Macintosh XL est commercialisé le 1er janvier 1985 et ressemble à l'Apple Lisa. 

## 1986
Lancé le 16 janvier 1986, le Macintosh Plus est une évolution des premiers Macintosh. En effet, il est plus puissant, plus ouvert et évolutif.
Le Macintosh 512Ke est introduit en avril 1986 comme une étant une alternative moins chère au Macintosh Plus. 

## 1987
Le Macintosh SE est un ordinateur personnel vendu entre mars 1987 et octobre 1990. Il marque une amélioration significative du design du Macintosh Plus et fait son apparition en même temps que le Macintosh II.
Le Macintosh II est un ordinateur personnel commercialisé de mars 1987 à janvier 1990.

## 1988
Le Macintosh IIx est un ordinateur personnel lancé entre septembre 1988 et octobre 1990. Ce modèle est introduit comme une mise à jour du Macintosh II original, remplaçant le processeur Motorola 68020 par un CPU 68030 et un FPU 68882 fonctionnant à la même fréquence.

## 1989
Le Macintosh SE/30 est un ordinateur personnel sorti de janvier 1989 à octobre 1991. C'est le plus rapide de la série originale des Macintosh compacts en noir et blanc.
Le Macintosh IIcx est un ordinateur personnel vendu entre mars 1989 à mars 1991. Lancé six mois après le Macintosh IIx, il présente des similitude et offre les mêmes performances, mais il est plus étroit, plus léger et plus silencieux grâce à un ventilateur interne plus petit. Cette compacité relative permet de disposer de trois emplacements NuBus, contre six sur le Mac IIx. 
Le Macintosh IIci est un ordinateur commercialisé de septembre 1989 à février 1993. Il s'agit d'une version plus puissante du Macintosh IIcx, sorti plus tôt dans l'année, et qui partage le même boîtier compact.
Le Macintosh Portable est un ordinateur portable mis en vente entre septembre 1989 à octobre 1991. Il s'agit du premier Macintosh alimenté par batterie, qui suscite un vif intérêt de la part des critiques, mais dont les ventes sont assez faibles.

## 1990
Le Macintosh IIfx est un ordinateur personnel lancé de mars 1990 à avril 1992. Il est considéré comme étant le plus puissant de la famille des Macintosh II mais il est remplacé par le Macintosh Quadra en 1991. Il s'agit du dernier ordinateur Apple conçu selon le langage Snow White.
Le Macintosh LC est un ordinateur personnel sorti entre octobre 1990 et mars 1992.
Le Macintosh Classic est un ordinateur personnel vendu d'octobre 1990 à septembre 1992. C'est le premier Macintosh à se vendre à moins de 1 000 dollars américain. 
Le Macintosh IIsi est un ordinateur personnel commercialisé entre octobre 1990 et mars 1993. Introduit comme une alternative moins coûteuse aux autres modèles de la famille Macintosh II, il est populaire pour un usage domestique, car il offre plus de possibilités de se développer et de performances que le Macintosh LC, introduit à la même époque,.

## 1991
Le Macintosh Classic II (également vendu sous le nom de Performa 200) est un ordinateur personnel mis en vente d'octobre 1991 à septembre 1993. Bien que le Classic II présente un boîtier similaire avec le Classic, il à davantage de similitudes avec le Macintosh LC.
Le Macintosh Quadra 700 est un ordinateur personnel lancé entre octobre 1991 et mars 1993. Il est introduit avec le Quadra 900 en tant que premier ordinateur de la série Quadra utilisant le processeur Motorola 68040, afin de concurrencer les ordinateurs IBM équipés du processeur Intel i486DX.
Le PowerBook 100 est un ordinateur personnel portable de type ultraportable conçu et fabriqué par Sony pour Apple et présenté le 21 octobre 1991 au salon COMDEX de Las Vegas. 
Le PowerBook 140 est un ordinauteur personnel sorti entre octobre 1991 et août 1993 comme étant la première gamme de PowerBook.
Le PowerBook 170 est apparu sur le marché en 1991, en même temps que le PowerBook 100 et le PowerBook 140. Il est de forme identique au 140, avec un processeur Motorola 68030 plus rapide et une unité de calcul en virgule flottante 68882, ainsi qu'un écran à matrice active de 9,8 pouces plus coûteux et de bien meilleure qualité. Il est remplacé par le PowerBook 180 en 1992.

## 1992
Le Macintosh LC II est un ordinateur personnel vendu de mars 1992 à mars 1993, remplaçant le processeur Motorola 68020 par le processeur Motorola 68030 et augmentant la mémoire embarquée à 4 Mo.
Le Macintosh Quadra 950 (également vendu avec des logiciels supplémentaires sous le nom de « Workgroup Server 95 ») est un ordinateur personnel commercialisé entre mars 1992 et octobre 1995. Il remplace le Quadra 900, introduit quelques mois plus tôt, en augmentant la fréquence du processeur 68040 de 25 MHz à 33 MHz et en améliorant le support graphique.
Le PowerBook 145 est un ordinateur personnel mis en vente de août 1992 à juin 1993. Il est assez similaire au PowerBook 140 qu'il remplace, mais a un processeur plus rapide et est équipé d'une plus grande mémoire vive et de disques durs plus volumineux.
Le Macintosh IIvi (également vendu sous le nom de Macintosh Performa 600) est un ordinateur personnel lancé entre septembre 1992 à février 1993. Le IIvi est introduit en même temps que le Macintosh IIvx, avec un processeur Motorola 68030 plus lent (16 MHz contre 32 MHz) et sans unité de virgule flottante. 
Le Macintosh IIvx est un ordinateur personnel conçu d'octobre 1992 à octobre 1993. C'est le dernier de la famille Macintosh II et présenté en même temps que le Macintosh IIvi, les deux modèles utilisant le même design de boîtier métallique que leurs prédécesseurs. Il est équipé d'un lecteur de CD-ROM interne à double vitesse.
Le PowerBook 160 est un ordinateur portable sorti en même temps que le PowerBook 180 le 19 octobre 1992. À l'époque, il constitue le modèle de milieu de gamme remplaçant le précédent PowerBook 140 en termes de puissance de traitement. Le PowerBook 160 est produit jusqu'au 16 août 1993. 
Le PowerBook 180 est un ordinateur portable vendu avec le PowerBook 160 en octobre 1992. Il remplace le PowerBook 170. Son boîtier et ses caractéristiques sont les mêmes, mais il est livré plus puissant.
Le PowerBook Duo 210 est un ordinateur personnel portable de type subnotebook, commercialisé en octobre 1992. Les spécifications du PowerBook Duo 210 sont presque identiques à celles du PowerBook 160, à l'exception d'un écran plus petit. Il est retiré des ventes le 21 octobre 1993.

## Annexe